# August De Winne
August De Winne (Brussel, 10 november 1861 – Genval, 23 mei 1935) is de Belgische auteur van het - vooral in Vlaanderen - bekende boek Door Arm Vlaanderen.
Dit boek was oorspronkelijk een reportagereeks, geschreven in 1901 voor het Franstalige, socialistische (partij)dagblad Le Peuple. De reeks verscheen een eerste keer in boekvorm in 1902, onder de titel A travers les Flandres. Het boek was voorzien van een voorwoord van Edward Anseele sr. De eerste Nederlandstalige vertaling verscheen in 1903 als 'Door Arm Vlaanderen'. Deze Nederlandstalige titel zorgde, samen met boeken met (quasi) dezelfde titel van Isidoor Teirlinck en Reimond Stijns enerzijds en anderzijds  pater Stracke, voor de uitdrukking "Arm Vlaanderen". Een uitdrukking die, toen, op de geestelijke en materiële armoede van Vlaanderen sloeg. Lange tijd werd de uitdrukking gebruikt door radicale flaminganten die zich erger(d)en aan de onverschilligheid van vele Vlamingen t.o.v. de communautaire tegenstellingen in België. Tegenwoordig zijn deze woorden een cliché geworden voor iedereen die zich ergert aan een bepaalde praktijk of mentaliteit in Vlaanderen.
Dat het boek nog leesbaar is en een hoge documentaire (onder meer dankzij de foto's) waarde heeft, bewijzen de, relatief recente, Nederlandstalige uitgaven (1982, 2001). Het dagblad De Standaard gaf in 2001 de reeks – in vertaling – opnieuw uit.
In de reeks brengt De Winne onder andere verslag uit over de werkloosheid, de armoede, de kinderarbeid, de grote gezinnen met de erge kindersterfte, het soms levensgevaarlijke werk en de uitbuiting van de arme door de rijke – katholieke – in het Vlaanderen van toen. Hij bezoekt zowel het zeer arme Vlaamse platteland, als het stadsproletariaat. 
Als niet-gelovige beschrijft hij kritisch de Heilig Bloedprocessie in Brugge. Als socialist beschrijft hij "het positieve" van de socialistische Volkshuizen. Nog als socialist wil hij de Waalse arbeiders waarschuwen tegen te veel stakingen. Op die wijze zouden zij weleens zo arm kunnen worden als die 'Arme Vlamingen'. Deze kunnen niet meer staken, anders zou er in hun gezin letterlijk niets meer te eten zijn. Het Waalse proletariaat hoeft van deze arme regio geen hulp te verwachten in hun social(istisch)e strijd.
De Winne zegt ook dat de meeste Franstalige Belgen niet meer van Vlaanderen weten dan van Australië. Dit is volgens hem aan hun taal te wijten, die de Vlamingen isoleert van de rest van de wereld. Hij kent de Vlaamse Beweging maar gruwt ervan, zeker als men er rekening mee houdt dat deze geleid wordt door katholieken.
De Winnes vader was zelf afkomstig uit Ninove. "Een gat van verdriet" noemt de auteur deze provinciestad in zijn boek. Zijn vader was er spinner en verhuisde om den brode naar Brussel, waar hij als marmerbewerker voor een hongerloon ging werken. Auguste volgde in Brussel onderwijs – uiteraard – in het Frans (denk aan de verbeulemansing van Brussel). Hij werd onderwijzer van opleiding. In 1891 wordt De Winne redacteur van Le Peuple. Na de Eerste Wereldoorlog wordt hij er directeur en in 1921 hoofdredacteur. In hetzelfde jaar wordt hij tevens schepen van sociale zaken in de Brusselse gemeente Sint-Gillis, wat hij tot zijn dood blijft.

## De Winne als een van de voorvechters van het Belgisch annexionistisch beleid tijdens de Eerste Wereldoorlog.
Om de veiligheid van België in de toekomst te verzekeren, dachten vooraanstaande Belgen in 1914 reeds, bij een vrede door vergelijk, aan gebiedsuitbreiding, om zodoende te komen tot "la grande Belgique". Gebieden die van pas kwamen waren Luxemburg, Nederlands-Limburg, Zeeuws-Vlaanderen en een stuk Rijnland. Voor de linker Schelde-oever wilden sommigen aan Nederland, ter compensatie, een deel van Duitsland geven. Koning Albert I dacht niet zo annexionistisch als een deel van zijn regering. Hij was voorstander van een blijvende neutraliteitspolitiek.
Vanaf april 1916 denken de annexionisten aan een Lotharingse Staat die tussen het Germaanse Rijk zou kunnen opgericht worden. Deze staat zou België, het katholieke deel van Nederland, Luxemburg, het Rijnland en Elzas-Lotharingen omvatten. Een van de believers van deze 'staat' was de katholieke Eerste Minister Charles de Broqueville. Het brein achter de Broqueville was de secretaris van de socialistische minister Emile Vandervelde en directeur van Le Peuple, Auguste De Winne.
De Winne had een memorandum opgesteld: "Pour une plus grande Belgique". Hierin werd de genoemde Lotharingse staat voorgesteld. De Winne voerde hierover met de Broqueville een vrij uitvoerige briefwisseling. Op 11 augustus 1916 stelt De Winne voor een campagne op te zetten om het probleem Elzas-Lotharingen uit te testen. Op 21 augustus formuleert hij een gedetailleerd plan, bij een vrede door een vergelijk, over de oprichting van een Groot-Belgische staat, dat aan de oorlogvoerende partijen kan voorgelegd worden. Bij een onbesliste vrede zou Elzas-Lotharingen een twistpunt blijven tussen Frankrijk en Duitsland. In plaats van zo een twistpunt te behouden, zou het beter deel uitmaken van een federale Groot-Belgische staat.